# Dana Azran
Dana Azran (hebreiska: דנה אזרן), född 6 juli 2001, är en israelisk taekwondoutövare. 

## Karriär
Azran växte upp i Ra'anana och började med taekwondo som femåring.
Vid VM 2022 i Guadalajara tog Azran silver i +73 kg-klassen efter en finalförlust mot uzbekiska Svetlana Osipova. Det var Israels andra medalj genom tiderna i taekwondo-VM efter Ilan Goldschmidt som tog brons 2005. Vid VM 2023 i Baku blev hon utslagen i sextondelsfinalen i +73 kg-klassen av kinesiska Zhou Zeqi.